# Atelierhaus Wuhrstrasse

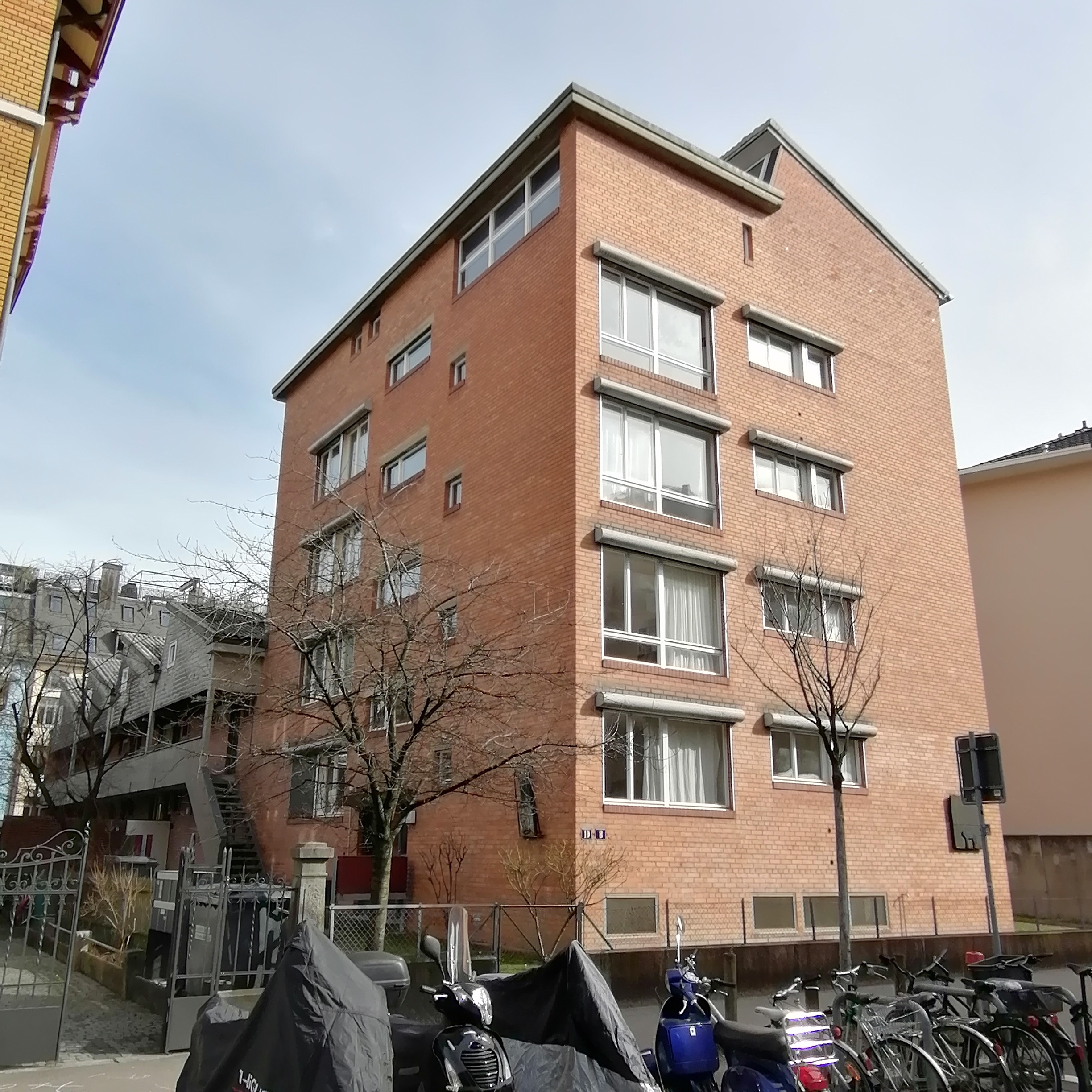
Atelierhaus Wuhrstrasse

Das Atelierhaus Wuhrstrasse wurde 1953/54 vom Architekten Ernst Gisel in Zürich-Wiedikon erbaut. Initiiert von der Baugenossenschaft Maler und Bildhauer bietet es an der Wuhrstrasse 8 und 10 Wohn- und Arbeitsraum für bildende Künstler.

## Geschichte
Angeregt durch einen Beitrag des Architekten Alfred Roth in der Zeitschrift Werk (1948) und den Kontakt mit Ernst Gisel gründeten die Bildhauer Otto Müller und Otto Teucher und der Maler Max Truniger 1949 die «Baugenossenschaft Maler und Bildhauer Zürich». Der Stadtrat der Stadt Zürich bot der Genossenschaft 1952 das nötige Land im Baurecht an. Bereits im März 1953 konnten die Ateliers bezogen werden. Das Atelierhaus bietet seither acht Wohnungen und zwölf Ateliers «an Personen, die hauptberuflich als bildende Künstlerin oder bildender Künstler tätig sind».
Die an der Wuhrstrasse aktiven Künstler sahen sich seit der Gründung als offene Gemeinschaft, wie Caroline Kesser schreibt: «Die «Wuhrsträssler» waren nie eine eingeschworene Gemeinde, bildeten keine Schule und waren keinem Stil verpflichtet. (...) Der [in Zürich] Jahrzehnte lang ausgetragene Kampf zwischen der abstrakt-konkreten und der figurativen Richtung berührte die Wuhrstrasse nicht.»
Die Künstler der Wuhrstrasse stellten 1978 im Kunsthaus Zürich und 2012 gemeinsam mit Trudi Demut und Otto Müller in der Kunsthalle im alten Güterbahnhof (dem späteren Art Dock) in Zürich aus.

## Bewohner Wuhrstrasse 8/10
- Einzug 1950er-/1960er-Jahre: Hans Aeschbacher, Oskar Dalvit, Trudi Demut, Tildy Grob-Wengér, Bruno Heller, Alfred Huber, Friedrich Kuhn, Silvio Mattioli, Otto Morach, Otto Müller, Carlotta Stocker, Otto Teucher, Carlo Vivarelli
- Einzug 1970er-/1980er-Jahre: Gregor (1944–1984), Hansjörg Mattmüller, Klaudia Schifferle, Peter Stiefel, Peter Trachsel
- Einzug 1990er-/2000er-Jahre: Stefan Burger, Urs Frei, Andrea Gohl, William Lutz, Pietro Mattioli, Doris Michel, Andrea Thal
- Einzug 2010er-/2020er-Jahre: Luigi Archetti, Patricia Bucher, Andreas Dobler, Rainer Klausmann, Zilla Leutenegger, Caroline Palla, Veronika Spierenburg, Valeria Stefané-Klausmann